# Agathon Jean François Fain
Pour les articles homonymes, voir Fain.
Le baron Agathon Jean François Fain est un écrivain et un homme politique français né à Paris le 11 janvier 1778 et mort dans la même ville le 14 septembre 1836.

## Biographie
Agathon Jean François Fain naît le 11 janvier 1778 à Paris dans le Royaume de France sous le règne du roi Louis XVI.
Il débute modestement à seize ans comme surnuméraire dans les bureaux du comité militaire de la Convention (1792-1795). Il y est remarqué par Paul Barras pour son esprit méthodique et nommé, grâce à son influence, chef du bureau de la correspondance du Directoire en 1796. Le secrétaire général du Directoire, Joseph-Jean Lagarde, le remarque et le prend pour chef de cabinet. Il devient ensuite chef de division et acquiert, au sein du secrétariat général, une influence prépondérante.
Sous le Consulat, Fain est préposé à la division des Archives, rattaché à Hugues-Bernard Maret, futur duc de Bassano, alors secrétaire d'État puis garde général des Archives impériales. Grâce à la protection de celui-ci, il entre en 1806 au cabinet particulier de l'empereur Napoléon Ier avec le titre de secrétaire-archiviste. Attaché à la personne de l'Empereur, il l'accompagne dans toutes ses campagnes et est créé par lui baron de l'Empire en 1809 et nommé maître des requêtes au Conseil d'État en 1811. Secrétaire particulier en 1813, il sert Napoléon jusqu’à l'abdication de Fontainebleau le 6 avril 1814. Napoléon appréciait sa totale discrétion et son égalité d'humeur, et récompense largement ses services.
Le baron Fain reprend ses fonctions auprès de l'Empereur le soir même de son retour au Palais des Tuileries le 20 mars 1815. Il ne le quitte pas pendant les Cent-Jours et le suit jusqu’à la Bataille de Waterloo. Adjoint au ministre secrétaire d'État du gouvernement provisoire du 6 au 8 juillet 1815, il se retire au moment de la Seconde Restauration et vit jusqu'en 1830 dans une retraite absolue, s'occupant à la publication de ses souvenirs personnels sur Napoléon, qui sont considérés comme « d'une très grande fiabilité ».
À son avènement, le roi Louis-Philippe Ier, avide de rallier à lui les notabilités de l'épopée impériale, voulut s'attacher le baron Fain. Il l'appelle aux Tuileries avec le titre de « premier secrétaire du cabinet du roi des Français » et le confirme dans le grade de commandeur de la Légion d'honneur qui lui avait été conféré en 1813.
À deux reprises, il est appelé à l'intendance générale de la liste civile, à l'occasion de nominations au gouvernement du titulaire habituel de cette fonction, le comte de Montalivet.
Le 21 juin 1834, il est élu à la Chambre des députés par le 5e collège électoral du département du Loiret (Montargis) lors des élections législatives de la IIIe législature sous la monarchie de Juillet. Soumis à réélection en raison de sa nomination comme intendant général de la liste civile, il obtient le renouvellement de son mandat le 25 mars 1836. Il se borne, durant l'unique législature dont il fait partie, à voter constamment avec la majorité conservatrice et ministérielle. Le 3 juin 1836, il est également nommé conseiller général du canton de Château-Renard (Loiret).
Il meurt le 14 septembre 1836 à Paris avant la fin de la session parlementaire à l'âge de 58 ans.

## Distinctions
- Commandeur de la Légion d'honneur (1813).

## Œuvres
On trouve dans tous ses écrits une vive admiration pour Napoléon.
- Manuscrit de l'an trois (1794–1795), contenant les premières transactions des puissances de l'Europe avec la république française, et le tableau des derniers événemens du régime conventionnel (1828)
- Manuscrit de l'an 1812 (1827) ;
- Manuscrit de l'an 1813, contenant le précis des évènements de cette année pour servir à l'histoire de l'empereur Napoléon (1824-1825) ;
- Manuscrit de l'an 1814, contenant l'histoire des six derniers mois du régime de Napoléon (1823-1825) ;
- Manuscrit de l'an 1814, trouvé dans les voitures impériales prises à Waterloo (Paris, 1823);
- Journal des séjours de l'Empereur Napoléon, fac-similé du manuscrit de 1821, éditions LBM, Paris, 2007  (ISBN 978-2-915347-53-1).
- Mémoires du Baron Fain, premier secrétaire du cabinet de l'Empereur, publiés par son arrière petit-fils, Paris, Plon, 1908, 372 p.

## Armoiries
| Figure | Blasonnement |
|        | Armes du baron Fourier et de l'Empire, 1809. D'azur, à la fasce vairée de sable et d'or, à une plume d'or, barbée d'argent, posée en barre, le bec à dextre brochant sur le tout ; au canton des Barons Officiers de la Maison de l'Empereur brochant. |

### Sources
- Marie-Nicolas Bouillet  et Alexis Chassang (dir.), « Agathon Jean François Fain » dans Dictionnaire universel d’histoire et de géographie, 1878 (lire sur Wikisource)
- Alfred Fierro, André Palluel-Guillard et Jean Tulard, Histoire et dictionnaire du Consulat et de l'Empire, Paris, éd. Robert Laffont, coll. « Bouquins », 1995 [détail des éditions] (ISBN 2-221-05858-5)
- « Agathon Jean François Fain », dans Adolphe Robert et Gaston Cougny, Dictionnaire des parlementaires français, Edgar Bourloton, 1889-1891 [détail de l’édition]

Les papiers personnels d'Agathon Jean François Fain sont conservés aux Archives nationales sous la cote 231AP.